# Пісні над хмарами
«Пісні над хмарами» («Песни над облаками») — радянський художній фільм 1976 року, знятий режисерами Юрієм Горковенком і Рафаелем Гаспарянцем на Північно-Осетинській та Кабардино-Балкарській студії телебачення.

## Сюжет
Бравий джигіт Махмут (Спартак Мішулін) вирішив з'їздити на малу батьківщину на Північному Кавказі з Москви, де в нього не дуже ладнаються справи на роботі в цирку. Мета приїзду поважна: побачити знайомих і, головне, видати заміж сестру-красуню Нафісат (Ія Нінідзе), яка працює в колгоспній рільничій бригаді. Нафісат з Ахметом (Олег Чайка), колегою по роботі, є солістами у самодіяльному музичному колективі. Ансамбль має скоро їхати до столиці на фестиваль. У репертуарі гурту пісні, які отримує Нафісат від якогось таємного закоханого. Так вийшло, що перед поїздкою зовсім недоречно в Ахмета пропав голос — його необережно почастував холодним пивом Махмут, який побачив у ньому відповідну кандидатуру на місце нареченого для сестри. І як же добре, що врешті-решт з'ясувалося, що скромний і сором'язливий хлопець Заур (Рамаз Гіоргобіані), інший працівник рільничої бригади, був тим таємним шанувальником — адже він знає всі пісні гурту і зможе замінити соліста в майбутній поїздці.

## У ролях
- Спартак Мішулін — Махмуд, брат Нафісат, помічник гіпнотезера
- Ія Нінідзе — Нафісат, сестра Махмуда
- Рамаз Гіоргобіані — Заур
- Олег Чайка — Ахмет
- Сергій Філіппов — бригадир
- Баадур Цуладзе — тракторист
- Олексій Смирнов — кухар вагона-ресторану
- Вахтанг Нінуа — Авділ
- Барасбі Мулаєв — таксист
- Ахмед Пачев — Хасан
- Заур Абрегов — син Хасана
- Т. Ікаєв — епізод
- Юрій Балкаров — тракторист
- Валентин Камергоєв — тракторист
- Є. Кокова — епізод
- Магомет Кучуков — носій
- М. Кузнецова — пасажирка
- Марія Нашапігова — епізод
- Башир Сонов — дідусь
- Жанна Хамукова — провідниця
- Людмила Шереметова — епізод
- Василь Дзукаєв — майстер звукозапису
- Л. Черемних — провідниця

## Знімальна група
- Режисери — Юрій Горковенко, Рафаель Гаспарянц
- Сценаристи — Максим Геттуєв, Юрій Горковенко
- Оператор — Юрій Нейман
- Композитор — Геннадій Гладков
- Художник — Валентин Вирвич